# Njutningens encyklopedi
Njutningens encyklopedi (engelska: Encyclopedia of Pleasure, arabiska: Jawami ’al-ladhdha) är en muslimsk sexhandbok skriven i Bagdad under 900-talet. Boken är skriven under den tid shariarätten växte fram och islam delades in i de två inriktningarna sunni och shia. Den var accepterad när den skrevs, men i ett allt mer konservativt samhälle kom boken att undertryckas. I boken kombineras dåtidens litterära, filosofiska och medicinska kunskap.
I boken legitimeras heterosexualitet likväl som homosexualitet, både mellan män och mellan kvinnor. I boken ges konkreta råd för hur sexakter ska ske, exempelvis hur båda som är delaktiga i sexakten ska få orgasm samtidigt och hur man tillverkar dildos av trä. Boken är till viss del modern genom att den legitimerar även samkönade sexrelationer, samtidigt beskrivs hur män är överlägsna kvinnor. Boken var framförallt populär inom hoven och refereras även i senare muslimska sexhandböcker.